# Roja Bregdetare
La Roja Bregdetare è la guardia costiera dell'Albania, organismo cui compete la salvaguardia della vita umana ed il coordinamento di ricerca e salvataggio in mare nonché la gestione amministrativa, la sicurezza della navigazione, la difesa delle acque territoriali.
La Roja Bregdetare affianca nei suoi compiti la Forca Detare, la componente marittima delle forze armate albanesi.

## Flotta

### Unità di superficie
| Motovedette | Motovedette             | Motovedette                               | Motovedette | Motovedette                      | Motovedette         | Motovedette |
| Immagine    | Classe                  | Unità                                     | Tipo        | Dislocamento                     | EIS                 | Note |
| ----------- | ----------------------- | ----------------------------------------- | ----------- | -------------------------------- | ------------------- | --- |
|             | Seaspecter              | R-118 R-215 R-216                         | VCP         | 50 t (49 long ton; 55 short ton) | 1999 1999           | |
|             | PPC                     | R-117 R-277                               | VCP         | 30 t (30 long ton; 33 short ton) | 2000                | |
|             | Classe "Super Speranza" | R-123 R-124 R-225 R-226                   | VCP         | 15 t (15 long ton; 17 short ton) | 2002 2002           | La R 123, dislocata a Durazzo, (ex CP-229) la era stata messa in disarmo dalla Guardia Costiera Italiana il 30 settembre 2001 e radiata il 31 dicembre dello stesso anno per essere trasferita alla Roja Bregdetare il 18 giugno 2002 insieme alle altre tre unità. La R 124 ed ha la sua base a Durazzo, le altre due motovedette a Valona. |
|             | Classe 2000             | R-125 R-126 R-127 R-128 R-224 R-227 R-228 | VCP         | 15 t (15 long ton; 17 short ton) | 2004 2004 2002 2004 | |
|             | 44' Archangel           | 5 battelli                                | Tender      |                                  | 1999                | |

3x Classe Sea Spectre PB MK III
- R 118
- R 215
- R 216

2x 45 ft US "Patrol Craft, Coastal" (Classe PCC; ex-US Coast Guard)
- R 117
- R 217

4x Tipo 227 o classe "CP 231" ex Classe "Super Speranza" della guardia Costiera Italiana
- R 123 (ex CP-229, consegnata il 18.6.2002)
- R 124 (ex CP-235, consegnata il 18.6.2002)
- R 225 (ex CP-234)
- R 226 (ex CP-236, consegnata il 18.6.2002)

La R 123, dislocata a Durazzo, (ex CP-229) la era stata messa in disarmo dalla Guardia Costiera Italiana il 30 settembre 2001 e radiata il 31 dicembre dello stesso anno per essere trasferita alla Roja Bregdetare il 18 giugno 2002 insieme alle altre tre unità. La R 124 ed ha la sua base a Durazzo, le altre due motovedette a Valona.
1x 44 ft Lifeboat type USCG ex guardia Costiera Italiana
- R 122 ex CP-303, consegnata il 18.6.2002, costruita come USCG 44337

7x "Keith Nelson-Design" harbor launches 2010 del guardia Costiera Italiana
- R 125 (ex CP 2008, consegnata nel 2004)
- R 126 (ex CP 2020, consegnata nel 2004)
- R 127 (ex CP 2021, consegnata nel 2004)
- R 128 (ex CP 2034, consegnata nel 2004)
- R 224 (ex CP 2010, consegnata il 18.6.2002)
- R 227 (ex CP 2007, consegnata nel 2004)
- R 228 (ex CP 2023, consegnata nel 2004)

## Galleria d'immagini

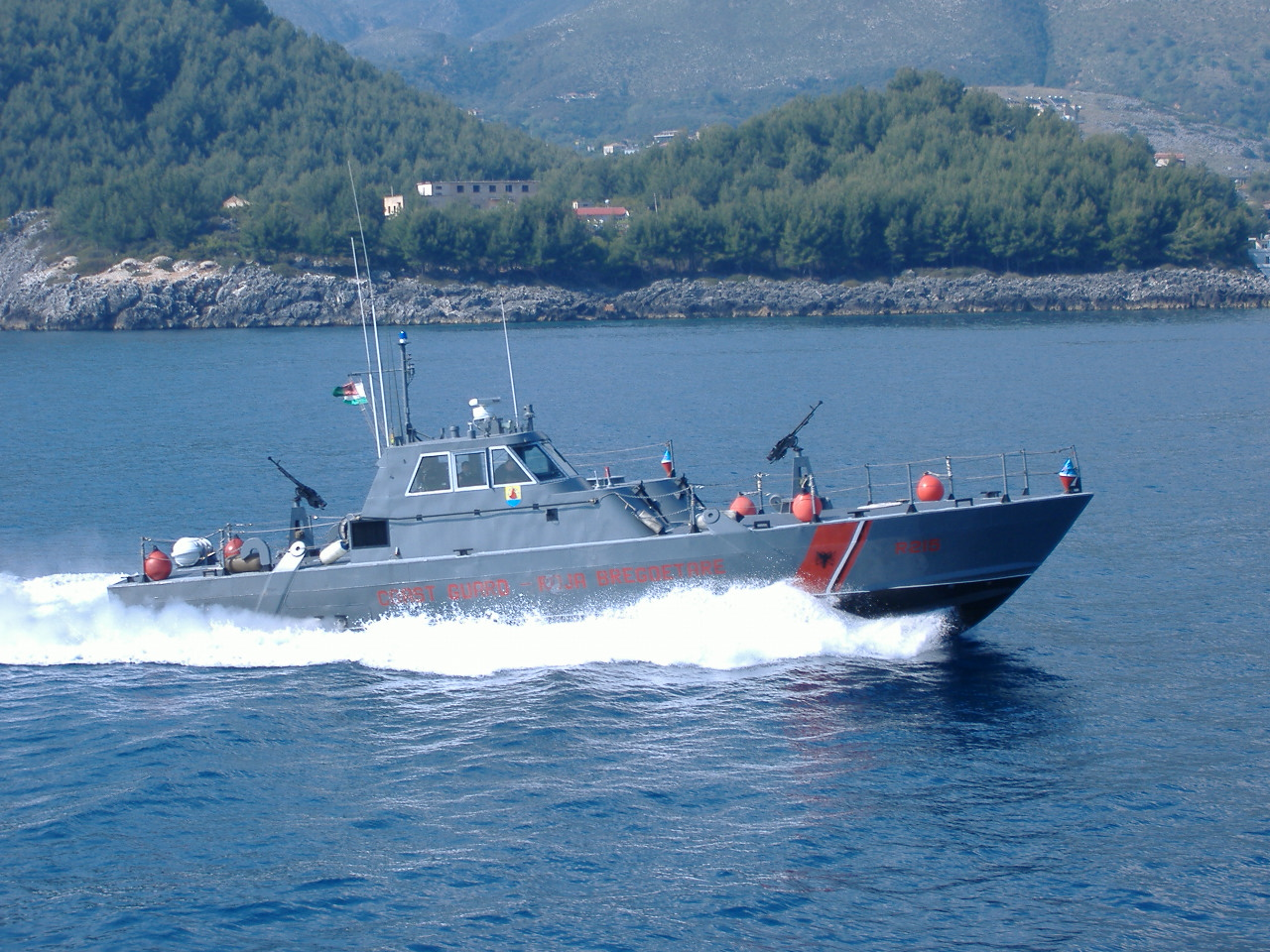
R-215, ex motovedetta USA, donata alla Forca Detare
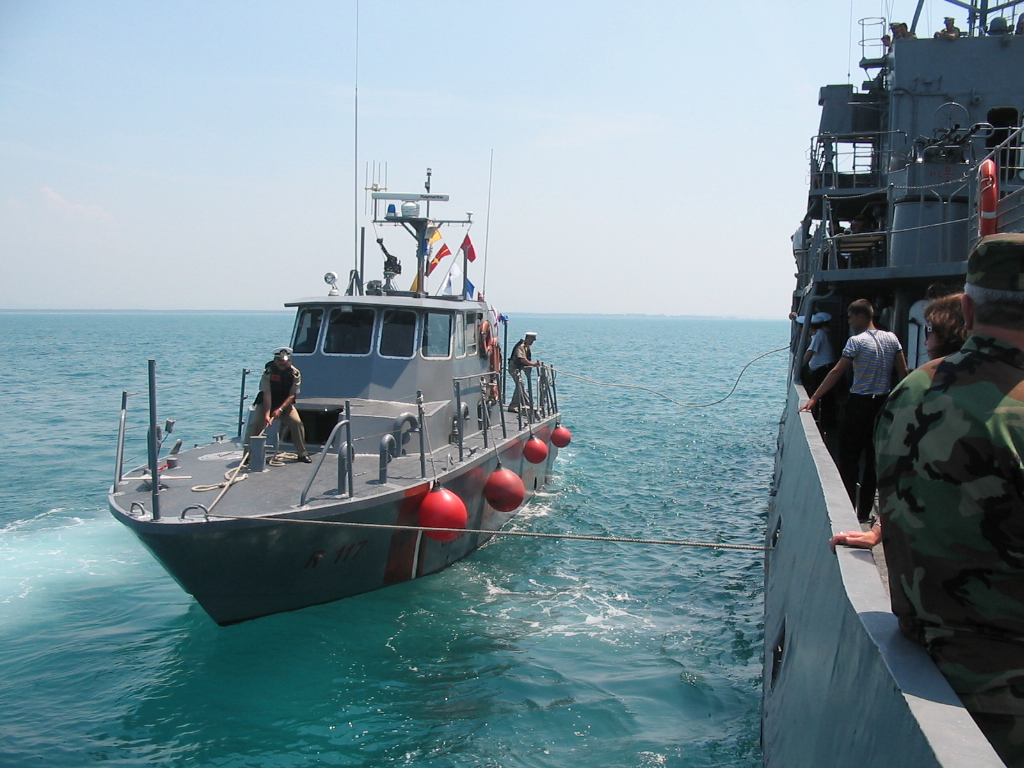
R-117.